# Winter World University Games 2025/Teilnehmer (Bulgarien)
| Gelbes Symbol für Goldmedaillen mit stilisierten Olympischen Ringen | Graues Symbol für Silbermedaillen mit stilisierten Olympischen Ringen | Braundes Symbol für Bronzemedaillen mit stilisierten Olympischen Ringen |
| ------------------------------------------------------------------- | --------------------------------------------------------------------- | ----------------------------------------------------------------------- |
| —                                                                   | —                                                                     | 1                                                                       |

Bulgarien nahm mit 9 Athleten (6 Männer und 3 Frauen) an den Winter World University Games 2025 in Turin teil.

## Medaillen

### Medaillenspiegel
| Rang   | Sportart    | Gold | Silber | Bronze | Gesamt |
| ------ | ----------- | ---- | ------ | ------ | ------ |
| 1      | Skilanglauf | —    | —      | 1      | 1      |
| Gesamt | Gesamt      | 0    | 0      | 0      | 0      |

### Medaillengewinner
| Name/n          | Sportart    | Wettkampf      |
| --------------- | ----------- | -------------- |
| Bronze          |             |                |
| Mario Matikanow | Skilanglauf | 10 km Freistil |

## Teilnehmer nach Sportarten

### Ski Alpin
| Athleten           | Wettbewerbe        | 1. Lauf     | 1. Lauf | 2. Lauf     | 2. Lauf | Gesamt      | Gesamt |
| Athleten           | Wettbewerbe        | Zeit        | Rang    | Zeit        | Rang    | Zeit        | Rang   |
| ------------------ | ------------------ | ----------- | ------- | ----------- | ------- | ----------- | ------ |
| Frauen             |                    |             |         |             |         |             |        |
| Anina Zurbriggen   | Riesenslalom       | 1:05,87 min | 18      | 1:04,66 min | 11      | 2:10,53 min | 15     |
| Anina Zurbriggen   | Slalom             | 40,55 s     | 13      | 39,57 s     | 16      | 1:20,12 min | 13     |
| Anina Zurbriggen   | Alpine Kombination | DNS         | DNS     | DNS         | DNS     | DNS         | DNS    |
| Männer             |                    |             |         |             |         |             |        |
| Kalin Slatkow      | Slalom             | 40,30 s     | 2       | 40,53 s     | 15      | 1:20,83 min | 5      |
| Konstantin Stoilow | Riesenslalom       | 1:03,09 min | 31      | DNF         | DNF     | DNF         | DNF    |
| Konstantin Stoilow | Slalom             | 42,42 s     | 25      | 40,71 s     | 17      | 1:23,13 min | 22     |

### Skilanglauf
| Athleten          | Wettbewerbe                 | Zeit        | Rang   |
| ----------------- | --------------------------- | ----------- | ------ |
| Frauen            |                             |             |        |
| Kalina Nedjalkowa | 10 km Freistil              | 31:54,7 min | 42     |
| Männer            |                             |             |        |
| Mario Matikanow   | 10 km Freistil              | 24:38,2 min | Bronze |
| Mario Matikanow   | 20 km Massenstart klassisch | 58:06,1 min | 11     |
| Daniel Peschkow   | 10 km Freistil              | 25:37,2 min | 30     |
| Daniel Peschkow   | 20 km Massenstart klassisch | 1:00:56,9 h | 30     |

| Athleten                          | Wettbewerbe         | Qualifikation | Qualifikation | Viertelfinale | Viertelfinale | Halbfinale    | Halbfinale    | Finale        | Finale        | Rang |
| Athleten                          | Wettbewerbe         | Zeit          | Rang          | Zeit          | Rang          | Zeit          | Rang          | Zeit          | Rang          | Rang |
| --------------------------------- | ------------------- | ------------- | ------------- | ------------- | ------------- | ------------- | ------------- | ------------- | ------------- | ---- |
| Frauen                            |                     |               |               |               |               |               |               |               |               |      |
| Kalina Nedjalkowa                 | Sprint klassisch    | 4:20,83 min   | 62            | ausgeschieden | ausgeschieden | ausgeschieden | ausgeschieden | ausgeschieden | ausgeschieden | 62   |
| Männer                            |                     |               |               |               |               |               |               |               |               |      |
| Mario Matikanow                   | Sprint klassisch    | 3:13,52 min   | 38            | ausgeschieden | ausgeschieden | ausgeschieden | ausgeschieden | ausgeschieden | ausgeschieden | 38   |
| Daniel Peschkow                   | Sprint klassisch    | 3:21,19 min   | 63            | ausgeschieden | ausgeschieden | ausgeschieden | ausgeschieden | ausgeschieden | ausgeschieden | 63   |
| Mixed                             |                     |               |               |               |               |               |               |               |               |      |
| Kalina Nedjalkowa Daniel Peschkow | Teamsprint Freistil | 7:37,98 min   | 23            | —             | —             | —             | —             | ausgeschieden | ausgeschieden | 23   |

### Ski-Orientierungslauf
| Athleten         | Wettbewerbe | Zeit      | Rang |
| ---------------- | ----------- | --------- | ---- |
| Frauen           |             |           |      |
| Andreja Djaksowa | Sprint      | 14:45 min | 12   |

### Snowboard
| Athleten             | Wettbewerbe | Qualifikation | Qualifikation | Finale | Finale | Rang |
| Athleten             | Wettbewerbe | Punkte        | Rang          | Punkte | Rang   | Rang |
| -------------------- | ----------- | ------------- | ------------- | ------ | ------ | ---- |
| Männer               |             |               |               |        |        |      |
| Alexander Kraschniak | Slopestyle  | DNS           | DNS           | DNS    | DNS    | DNS  |
| Terwel Samfirow      | Slopestyle  | DNS           | DNS           | DNS    | DNS    | DNS  |

| Athleten             | Wettbewerbe           | Qualifikation | Qualifikation | Achtelfinale | Achtelfinale | Viertelfinale | Viertelfinale | Halbfinale    | Halbfinale    | Finale/Platz 3             | Finale/Platz 3 | Rang   |
| Athleten             | Wettbewerbe           | Zeit          | Rang          | Gegner       | Zeit         | Gegner        | Zeit          | Gegner        | Zeit          | Gegner                     | Zeit           | Rang   |
| -------------------- | --------------------- | ------------- | ------------- | ------------ | ------------ | ------------- | ------------- | ------------- | ------------- | -------------------------- | -------------- | ------ |
| Männer               |                       |               |               |              |              |               |               |               |               |                            |                |        |
| Alexander Kraschniak | Parallel-Riesenslalom | 1:09,39 min   | 8             | Park         | −1,78 s      | Kabaljuk      | DSQ           | Ma            | +0,06 s       | Kleines Finale: Lantschner | +1,20 s        | 4      |
| Alexander Kraschniak | Parallel-Slalom       | 1:12,98 min   | 4             | Kwon         | −0,30 s      | Lantschner    | DSQ           | Pink          | +2,65 s       | Kleines Finale: Bilous     | DSQ            | Bronze |
| Terwel Samfirow      | Parallel-Riesenslalom | 1:06,87 min   | 2             | Wilk         | DSQ          | Shimizu       | −2,19 s       | Lantschner    | −3,28 s       | Ma                         | −0,26 s        | Gold   |
| Terwel Samfirow      | Parallel-Slalom       | 1:12,62 min   | 3             | Popadytsch   | +4,53 s      | ausgeschieden | ausgeschieden | ausgeschieden | ausgeschieden | ausgeschieden              | ausgeschieden  | 10     |